# Zbiornik Czymanowo
Zbiornik Czymanowo – sztuczny zbiornik wodny w Polsce, położony na obszarze Wysoczyzny Choczewskiej w pobliżu jeziora Żarnowieckiego w województwie pomorskim, w powiecie wejherowskim, na terenie gminy Gniewino.

## Charakterystyka
Czymanowo stanowi górny zbiornik elektrowni szczytowo pompowej „Żarnowiec”, obejmuje 13,8 milionów m³ (o długości 1,2 kilometra, szerokości 1 kilometra i ogólnej powierzchni 135 ha). Zbiornik spełnia funkcje energetyczne (elektrownia szczytowo-pompowa o mocy 716 MW). Nad północnym brzegiem zbiornika znajduje się wieża widokowa – „Kaszubskie Oko”.

## Przypisy

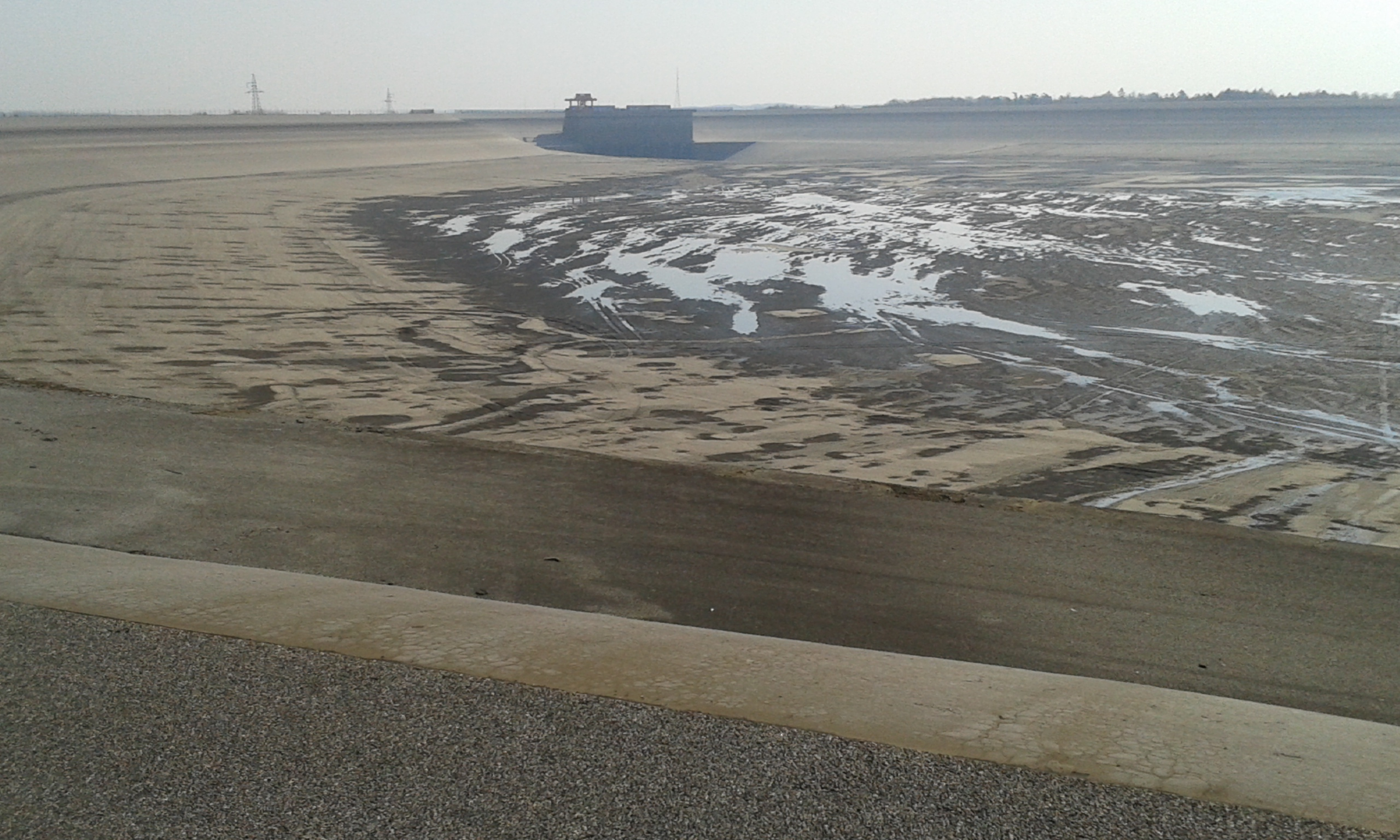
Zbiornik po opróżnieniu